# 東華學院
東華學院（英語：Tung Wah College），由香港慈善團體東華三院創辦，為香港一所獲政府認可，以自負盈虧方式營運的專上學院，成立於2010年。
2011年，該學院獲准依香港法例第320章《專上學院條例》註冊，並獲行政長官會同行政會議批准頒授學位。學院現循政府《成立私立大學的路線圖》申請升格大學並籌備發展成為本港應用科學大學之一，並計劃「北都大學教育城」建校舍。
學院設有四個學院（管理學院、醫療及健康科學學院、人文及藝術學院、護理學院），提供20個學位、副學位及文憑課程，學生人數超過4,500人。學院參與香港政府的指定專業／界別課程資助計劃（SSSDP）。作為東華三院旗下機構，學院致力於培養醫療及社會服務專業人才。

## 歷史沿革

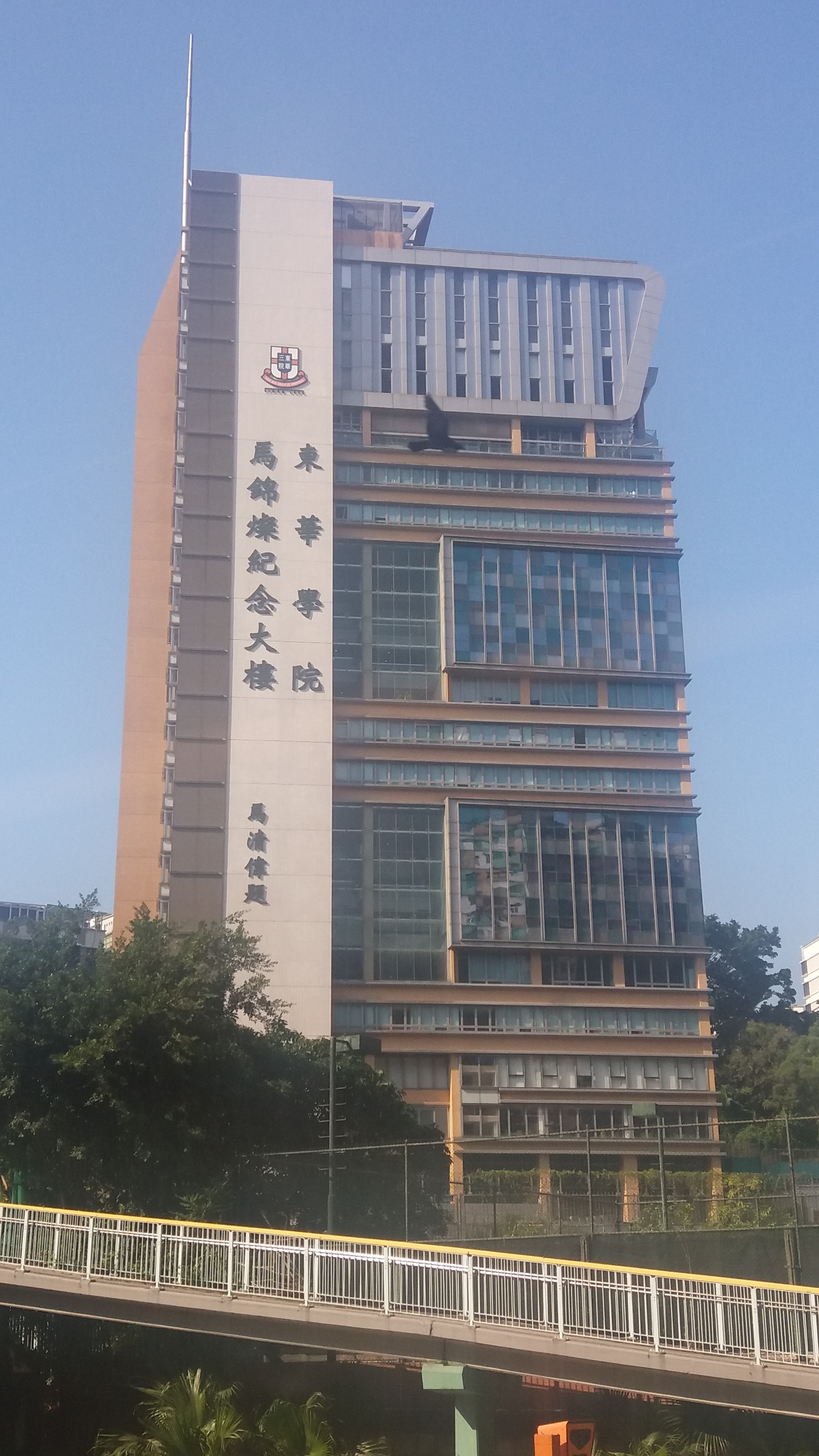
位於九龍京士柏衛理道校舍

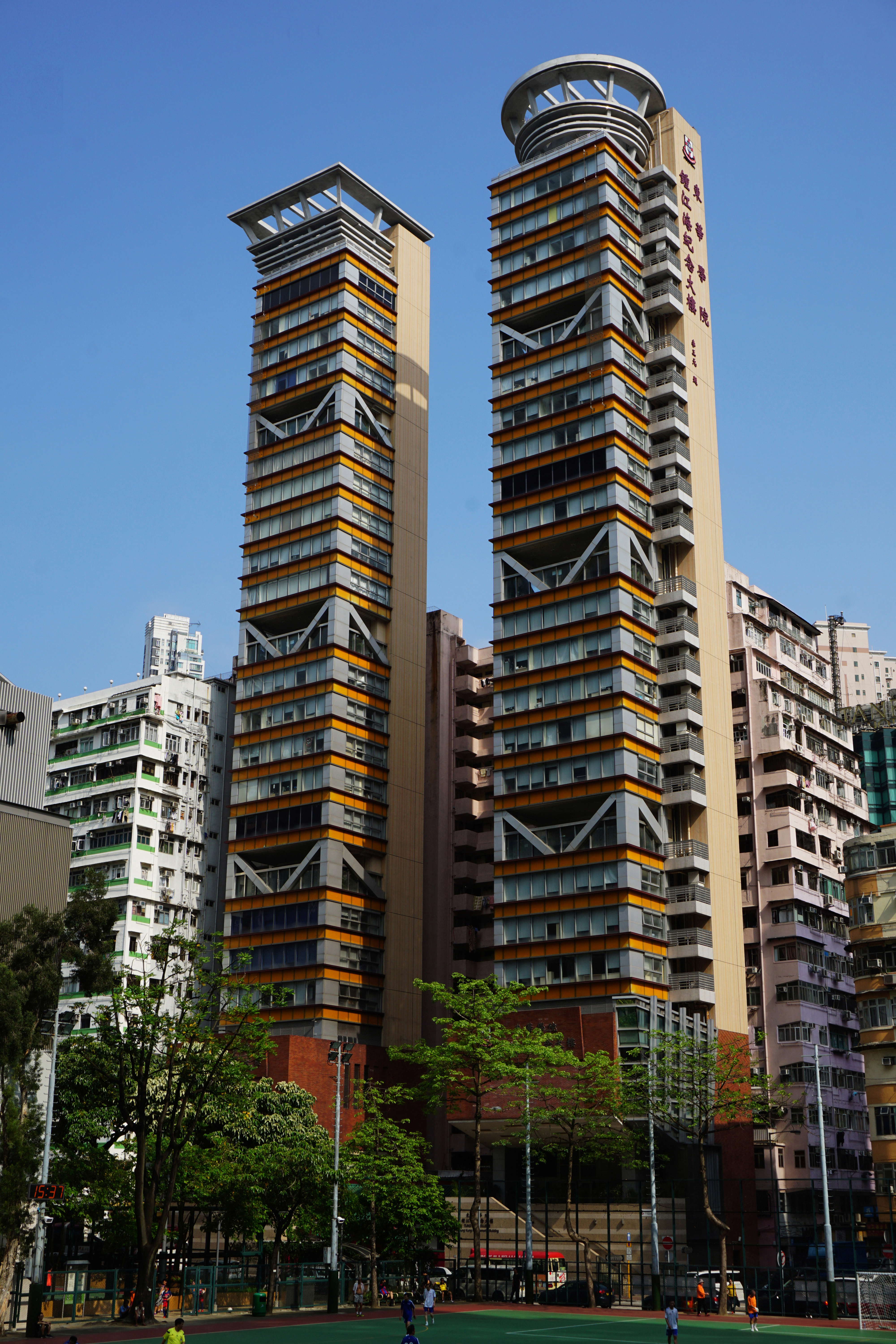
位於九龍旺角山東街校舍

2009年，東華三院初步決定成立一所開辦學士學位課程的專上院校。2010年年初，東華三院董事局正式成立東華專上書院。同年10月，書院邀請理大前常務副校長汪國成教授出任創校校長。
2011年4月，該校改名為東華學院。同年5月，成功通過香港學術及職業資歷評審局的院校評審及課程甄審，並獲教育局確認，成功註冊為認可專上學院。同年9月，開辦四年制工商管理學士（榮譽）學位課程。同年10月，開辦兩年制護理學高級文憑課程（2011年12月獲香港護士管理局認可為登記護士訓練課程）。
2012年2月，獲政府納入第六輪配對補助金計劃。同年9月，開辦五年制健康科學學士（榮譽）學位課程（主修護理學）、四年制健康科學學士（榮譽）學位課程（主修應用老人學）、四年制社會科學學士（榮譽）學位課程（主修應用心理學）、兩年制健康科學副學士課程及兩年制社會科學副學士課程。同年10月，學院與澳洲雪梨大學簽訂合作協議。汪國成以健康原因，辭任校長一職。同年12月，學生簽名挽留汪國成校長。
2013年1月，開辦四年制醫療科學學士（榮譽）學位課程（主修基礎醫療科學、法庭科學、醫療化驗科學、放射治療學及動物健康學）。同年2月，學院宣布，院校將於2013學年開辦職業治療學士學位課程。同年7月，學院宣布，職業治療學理學士（榮譽）學位課程已通過香港學術及職業資歷評審局評審，評審資格有效期為2013年9月1日至2018年8月31日。課程之營辦已獲行政長官會同行政會議通過。
2014年7月，教育局公布，2015/2016學年起，健康科學學士（榮譽）學位（主修護理學）課程獲納入政府「指定專業/界別課程資助計劃」，該課程的新生及舊生都可得到政府每年提供的70,000港元學費資助。同年12月，東華學院校務委員會主席歡迎呂汝漢教授12月10日起出任校長一職。
2015年9月，成立四所學院（包括人文學院、商學院、醫療及健康科學學院及護理學院），為發展成為私立大學作準備。同年11月，舉行五周年校慶啟動暨獎學金及獎項頒獎禮。
2016年8月，醫療化驗科學（榮譽）理學士學位及放射治療學（榮譽）理學士學位課程分別取得輔助醫療業管理局轄下的醫務化驗師委員會及放射技師管理委員會的專業認證，成為首間自資院校提供醫療化驗科學及放射治療學認可課程。
2017年1月，東華學院納入政府的第七輪配對補助金計劃。同年7月5日，香港政府宣布為15所自資專上院校所開辦的學士學位課程提供經常性公帑資助，每位在香港中學文憑核心科最少取得「3322」成績的學生，或完成認可副學士課程的畢業生，都可得到政府每年提供30,000港元的公帑資助，香港立法會於7月19日通過撥款，隨即於2017/18學年起實施，東華學院是政府資助計劃下的院校，報讀的學生大幅增加。
2017年8月，職業治療學（榮譽）理學士學位取得輔助醫療業管理局轄下的職業治療師管理委員會的專業認證，成為首間自資院校提供職業治療學認可課程。
2017年教育局公佈，由2017/2018學年起，醫療化驗科學、放射治療學及職業治療學三項榮譽理學士學位課程均獲納入「指定專業/界別課程資助計劃」。
2018/2019學年開辦物理治療學（榮譽）理學士課程，成為全港首間提供物理治療學課程的自資專上院校。教育局公佈，由2019/2020學年起，該課程獲納入「指定專業/界別課程資助計劃」。2019年5月，2019/2020學年開辦社商企業持續發展（榮譽）管理學學士課程，成為全港首間自資專上院校提供該項課程。
2020年3月，呂汝漢教授於3月9日辭任校長一職，並由副校長（學術）林德明教授及署理副校長（行政及拓展）何炳裕先生於3月9日起署理校長職務，直至新任校長履新為止。
2020年4月，東華學院首獲職業治療學科評審資格，學院邁開升格私立大學第一步。
2021年1月，東華學院校董會委任陳慧慈教授為第三任校長。
2021年2月，東華學院公佈，2020年畢業生就業情況理想，超過9成受訪畢業生投身醫護界，近8成人月薪逾3萬元，平均月薪達29,850元，創2018年以來的新高，比去年升約2.4%。
2021年6月，東華學院應用老年學（榮譽）理學士課程獲教育局挑選參加應用學位課程先導計劃。另外，東華學院公佈，將於2022/23學年推出醫療資訊及服務管理學士，並於2023/24學年推出放射診斷理學士課程，同時未來亦會發展碩士、博士課程。
2021年8月2日，東華學院委任梁鏡威為副校長（行政及拓展），由即日起生效，任期5年，代替過去兩年出任署理副校長（行政及拓展）的何炳裕。梁鏡威為澳洲國立大學工商管理碩士，曾於2008至2014年間出任香港藝術學院院長、及於2016年7月至2020年6月期間擔出香港樹仁大學的行政副校長。
2022年7月，物理治療學（榮譽）理學士課程獲輔助醫療業管理局的專業認證，成為首個取得專業認可的自資物理治療學理學士課程。
2022年9月，東華學院於2022/2023年度開辦醫療資訊及服務管理（榮譽）學士課程。
2023年1月，社會福利署委託東華學院舉辦為期兩年的社福界登記護士（普通科）訓練課程，由2023/2024至2027/2028學年透過學院的「護理學高級文憑」課程提供150個全額資助學額。 
2023年5月，東華學院校董會委任文偉光教授為下一任副校長（學術），任期由2023年5月2日起生效，為期五年。加入東華學院前，文教授曾任香港理工大學康復治療科學系教授及精神健康研究中心主任。
2023年9月，「醫療資訊及服務管理（榮譽）學士課程」獲教育局甄選參加第二輪應用學位課程先導計劃，並納入指定專業／界別課程資助計劃。
2024年9月，東華學院於2024/2025學年開辦醫療影像學（榮譽）理學士課程。

## 課程
學院所有課程均獲香港學術及職業資歷評審局審批認可。所開辦的課程列表如下：

### 管理學院
- 社商企業持續發展（榮譽）管理學學士
- 醫療資訊及服務管理（榮譽）學士（大學聯招課程編號：JSST07）

### 醫療及健康科學學院
- 生物醫學（榮譽）理學士
- 法證生物醫學（榮譽）理學士
- 醫療影像學（榮譽）理學士 (大學聯招課程編號：JSST08)
- 醫療化驗科學（榮譽）理學士（大學聯招課程編號：JSST02）[註 1]
- 職業治療學（榮譽）理學士（大學聯招課程編號：JSST04）[註 1]
- 物理治療學（榮譽）理學士（大學聯招課程編號：JSST05）[註 1]
- 放射治療學（榮譽）理學士（大學聯招課程編號：JSST03）[註 1]
- 健康科學高級文憑

### 人文學院
- 幼兒教育（榮譽）教育學士
- 應用老年學（榮譽）理學士（大學聯招課程編號：JSST06）
- 應用心理學（榮譽）社會科學學士
- 心理學高級文憑
- 幼兒教育高級文憑
- 健康科學文憑（青年護理服務啟航計劃）

### 護理學院
- 護理學（榮譽）健康科學學士（大學聯招課程編號：JSST01）[註 2]
- 護理學高級文憑 [註 2]
- 內視鏡檢查照護證書

### 課程收分
（以最佳五科成績計算的香港文憑試平均分）
人文學院
| 課程名稱                       | 2024/2025學年 |
| ------------------------------ | ------------- |
| 應用心理學（榮譽）社會科學學士 | 15.4          |
| 幼兒教育（榮譽）教育學士       | 14.5          |
| 幼兒教育高級文憑               | 11.3          |
| 心理學高級文憑                 | 12.8          |
| 應用老年學（榮譽）理學士       | 18            |

管理學院
| 課程名稱                           | 2024/2025學年 |
| ---------------------------------- | ------------- |
| 醫療資訊及服務管理（榮譽）學士     | 15.8          |
| 社商企業持續發展（榮譽）管理學學士 | 18.0          |

醫療及健康科學學院
| 課程名稱                   | 2024/2025學年 |
| -------------------------- | ------------- |
| 醫療化驗科學（榮譽）理學士 | 21.2          |
| 放射治療（榮譽）理學士     | 24.3          |
| 物理治療（榮譽）理學士     | 24            |
| 職業治療（榮譽）理學士     | 21.3          |
| 醫療影像學（榮譽）理學士   | 21.6          |
| 生物醫學（榮譽）理學士     | 16.2          |
| 法證生物醫學（榮譽）理學士 | 15.4          |

護理學院
| 課程名稱                   | 2024/2025學年 |
| -------------------------- | ------------- |
| 護理學（榮譽）健康科學學士 | 16.5          |
| 護理學高級文憑             | 16.3          |

## 收生情況
參考傳媒及自資專上教育委員會公開資料，該校全日制專上課程的實際收生人數如下：
| 學年    | 學士學位 | 銜接學位 | 副學士 | 高級文憑 | 收生總數 | 備註                                    |
| ------- | -------- | -------- | ------ | -------- | -------- | --------------------------------------- |
| 2012/13 | 464      | 112      | 118    | 156      | 850      |                                         |
| 2013/14 | 475      | 165      | 123    | 108      | 871      |                                         |
| 2014/15 | 394      | 181      | 78     | -        | 653      |                                         |
| 2015/16 | 363      | 118      | 107    | -        | 588      |                                         |
| 2016/17 | 348      | 127      | 64     | 168      | 707      |                                         |
| 2017/18 | 371      | 117      | 42     | 190      | 720      |                                         |
| 2018/19 | 443      | 146      | -      | 229      | 818      |                                         |
| 2019/20 | 524      | 148      | -      | 197      | 869      |                                         |
| 2020/21 | 538      | 170      | -      | 203      | 911      |                                         |
| 2021/22 |          |          |        |          | 920      | 實際收生總數佔預計學額（1,380）的 67%。 |
| 2022/23 |          |          |        |          | 964      |                                         |
| 2023/24 |          |          |        |          | 1109     |                                         |
| 2024/25 |          |          |        |          | 1542     |                                         |

## 校園地點
- 東華學院馬錦燦紀念大樓（京士柏校舍）
- 東華學院鍾江海紀念大樓及東華學院鍾秦蘭鳳大樓（旺角校舍）
- 九龍貿易中心第二座16樓（葵興校舍）
- 九龍彌敦道136A號（尖沙咀校舍）

## 學生組織
- 學生會
- 基督教團契學會
- 和富領袖網絡
- 扶青社
- 社會服務團
- 各學科學會，包括：
  - 護理學會
  - 職業治療學會
  - 物理治療學會
  - 心理學學會
- 各興趣學會

## 籌備升格大學
2010–2013年度（汪國成校長）：東華學院於未來會開辦更多不同範疇的課程，以應乎社會醫療需求，並希望成為香港一所以醫護為主之私立大學。
2014–2020年度（呂汝漢校長）：學院未來將會利用東華三院在教育及社會服務的優勢，發展更多與教育和社會科學相關的課程。學院已於2017年調整架構，設立醫護、教育和社會科學等範疇的專責學院，為更多課程的評審進行準備，同時計劃在2021年後申請成為私立大學。
2020年4月，東華學院首獲職業治療學科評審資格，學院邁開升格私立大學第一步。
2021–2024年度（陳慧慈校長）：根據升格大學的路線圖，學院在學生人數、完善管治和財政能力等相信已達標，目前尚欠兩個學科範圍評審資格（PAA），料於未來數年陸續取得。學院已於2020年取得職業治療學理學課程的PAA，而下一個有望取得PAA的課程將屬其他範疇的理學士課程，第三及四科可能是幼兒教育學士及社會科學學士；護理學作為主打科目，未來也會爭取PAA 。
2024年8月，東華學院成功取得第二個PAA：生物科學評審資格（PAA），目前尚欠一個學科範圍評審資格（PAA）。2025年2月，陳慧慈校長表示，社會科學範疇之學科範圍評審資格（PAA）已於2025年1月完成評審，並預計於3月公布結果，2025/26學年將正式提交升格私立大學的申請，期望最快2025年底或2026年初可獲正名。
| 根據《專上學院條例》（香港法例第320章）註冊的認可專上學院獲取大學名銜的修訂路線圖                                                                          | 根據《專上學院條例》（香港法例第320章）註冊的認可專上學院獲取大學名銜的修訂路線圖 |
| 路線 | 達標情況                                                                          |
| --- | --------------------------------------------------------------------------------- |
| 至少在三個範疇獲得學科範圍評審資格，而有關資格可以是相關學科範圍下的子範圍，但必須分屬不同的學科範圍                                                       |                                                                                   |
| 展示若干程度的研究能力，成功獲得公帑資助計劃下與研究有關的資助                                                                                             |                                                                                   |
| 在緊接申請大學名銜前連續兩個學年，其修讀學位課程的學生人數（相等於全日制學生人數）最少達1,500人                                                            |                                                                                   |
| 獲取香港學術及職業資歷評審局院校評審資格，以證明有關院校在管治及管理、財政可持續性、學術環境、質素保證及研究能力方面，基本上已有能力達到一所大學應有的水準 |                                                                                   |

## 爭議

### 疫情下堅持如期舉行實體考試
2020年4月，在冠狀病毒疫情威脅下，東華學院仍堅持於4月24日起舉行期末考試，要求學生回校考試，考期暫定至5月18日，共涉及70個科目、數百名學生，部份科目牽涉最多二百餘人一同赴考。有學生向《東網》投訴，指校方雖說明考試座椅之間會有1.5米距離，但有教師向他透露不是完全符合要求。他又指，其中1日考試會有逾200人在校考試，擔心增加受感染風險，批評校方此舉不配醫學學院的專業名銜。另外亦有多名東華學生向《蘋果日報》投訴，指個別護理系同學為兼職學護或全職救護員，或曾接觸疑似甚至確診COVID-19個案，校方要求全體學生應考等同置全體考生於險境。
據《蘋果》報道，有護理學生親自致電護士管理局查詢，獲得局方1名主任回覆，該主任確認有其他院校的護理課程已由實體考試改為網上考核，強調考核模式屬於院校自主範圍，不存在局方限制某種特定模式，局方的角色只是監管不同模式會否影響教學質素。面對學生的質疑，東華校方表示，所有課程皆通過香港學術及職業資歷評審局評審，如學院需修改課程的評核方法，必須在實施日期前至少3個月向評審局提交申請。如課程的實際運作與課程評審所提交的文件出現偏差，有可能影響學生的畢業，強調考試安排是為了保障同學利益，盼社會各界體諒校方在疫情下的「艱難決定」。

### 護理系教師涉嫌迫學生退學
2020年7月，有報道指東華學院護理學系的一名高級講師，疑多次勸喻成績未如理想的學生退學。東華學院表示，未接獲任何有關護理學院老師的正式投訴，但同時承認接獲匿名的電郵，投訴一名護理學院的老師違反專業操守，校方會按既定程序進行審慎內部調查，以確保教師團隊質素。另外，根據東華學院的學生手冊，護理學院學生若連續3個學期平均積點低於2、修讀同一科3次仍未合格、同一實習科修讀2次未合格、或未能在最長修業期限內完成畢業要求者，將被要求退學。

### 國安教育
2021年6月10日，於1月正式上任的東華學院新校長陳慧慈向傳媒表示，國安教育將會在新學年融入全校必修的通識教育課程。但國安教育不會成為一個獨立課程。她表示學生有需要認識關於國安的新法例，作為部分的公民教育。

## 備註
1. 1 2 3 4  獲輔助醫療業管理局認可
2. 1 2  獲香港護士管理局認可
3. 1 2 3 4 5 6 7 8  課程是透過聯招收生

## 參看
- 東華三院（辦學團體）
- 香港中文大學－東華三院社區書院（學院前身）
- 香港大學專業進修學院保良局何鴻燊社區書院（另一慈善團體與本地大學自資教學部門合辦的專上學院）

## 外部連結
- 官方网站